# Santos Urbano e Lourenço na Prima Porta (diaconia)
Santos Urbano e Lourenço na Prima Porta (em latim, Ss. Urbani et Laurentii ad Primam Portam) é uma diaconia instituída em 26 de novembro de 1994 pelo Papa João Paulo II.

## Titulares protetores
- Gilberto Agustoni (1994-2005); título pro hac vice (2005-2017)
- Víctor Manuel Fernández (2023)